# Masca
Masca és una entitat de població de Tenerife, les Illes Canàries situada a la punta nord-oest de l'illa i que pertany al municipi de Buenavista del Norte amb 118 habitants (01-01-2005). Els seus habitants es dediquen entre d'altres a l'apicultura.
A Masca es poden trobar profunds barrancs i penya-segats que acaben a l'oceà Atlàntic entre la vegetació i les corbades carreteres. Té la reputació d'haver estat un amagatall dels pirates. Masca destaca també per la seva arquitectura tradicional, malgrat que la majoria de les seves construccions no tinguin una gran antiguitat. En un gran incendi que es va produir al bosc del nord de l'illa al juliol de 2007 la petita població va ser past de les flames i moltes de les edificacions que ho formaven van quedar destrossades, a més a més de la vegetació dels seus voltants.